# Monarca de les Samoa
El monarca de les Samoa (Myiagra albiventris) és un ocell de la família dels monàrquids (Monarchidae).

## Hàbitat i distribució
Habita els boscos de les terres baixes fins les muntanyes de Savaii i Upolu, a l'oest de les Samoa.